# Rafaël Verhulst
Rafaël Verhulst, beter bekend als Raf Verhulst (Wommelgem, 7 februari 1866 - Vaals, 24 maart 1941), was een Vlaams dichter en schrijver. Naast gedichten schreef hij (deels onder schuilnamen) romans, toneelstukken en politieke brochures. Onder de pseudoniemen die in de loop van zijn carrière gebruikte, waren Antorf, Luc, Koen Ravestein, S.T. Rijder en Jan Terzake.

## Loopbaan
Verhulst studeerde aan de Katholieke Universiteit Leuven en was daarna werkzaam als journalist, beambte bij het stadsbestuur van Antwerpen en docent aan het Vlaams conservatorium.
Zijn toneelstuk Jezus de Nazarener bezorgde hem in 1904 voor het eerst bekendheid. Tot zijn andere toneelwerken behoren Vorst en Volk, Semini's Kinderen, Telamon en Myrtalee en de zangspelen Quinten Massys en Reinaert de Vos.
Vanaf 1921 was hij lector Nederlands aan de Georg-August-Universiteit, tot hij in 1931 werd opgevolgd door zijn schoonzoon Leo Delfos.

## Activisme
Tijdens de Eerste Wereldoorlog was hij hoofdredacteur van Het Vlaamsche Nieuws, de krant van de Vlaamse activisten. Aan het einde van de oorlog vluchtte hij daarom naar Nederland, waardoor zijn terdoodveroordeling in 1920 bij verstek werd uitgesproken. In 1921 vestigde hij zich in de Duitse stad Göttingen, waar hij jarenlang werkzaam was als leraar Nederlands en Letterkunde. Ook vanuit het buitenland bleef hij het Vlaams nationalistisch gedachtegoed uitdragen, onder meer via publicaties in tijdschriften.

## Onderscheidingen
Verschillende van zijn werken werden bekroond, waaronder meerdere door de stad Antwerpen en twee maal de Staatsprijs voor Vlaamse toneelletterkunde. In 1940 ontving hij - op aandringen van 'Stadtkommissar' bij het militair bezettingsbestuur in Antwerpen Walter Delius- de Rembrandtprijs voor zijn historische roman Jan Coucke en Pieter Goethals, die in 1938 was verschenen.